# Quận Halifax, North Carolina
Quận Halifax là một quận nằm ở tiểu bang Bắc Carolina.  Tại thời điểm năm 2000, quận có dân số 57.370 người. Quận lỵ đóng ở Halifax6.

## Lịch sử
Quận được lập năm 1758 từ quận Edgecombe. Quận đã được đặt tên theo George Montague-Dunk, bá tước thứ 2 xứ Halifax.

## Địa lý
Theo Cục điều tra dân số Hoa Kỳ, quận có tổng diện tích 731 dặm Anh vuông (1.894 km²), trong đó, 725 dặm Anh vuông (1.879 km²) là diện tích đất và 6 dặm Anh vuông (16 km²) trong tổng diện tích (0,82%) là diện tích mặt nước.

### Các thị trấn
Quận được chia thành 12 xã: Brinkleyville, Butterwood, Conoconnara, Enfield, Faucett, Halifax, Littleton, Palmyra, Roanoke Rapids, Roseneath, Scotland Neck, và Weldon. Dặm Anh vuông are unknown at the moment.

### Các quận giáp ranh
- Quận Northampton, Bắc Carolina - Bắc-Đông Bắc
- Quận Bertie, Bắc Carolina - Đông-Đông Nam
- Quận Martin, Bắc Carolina - Đông nam
- Quận Edgecombe, Bắc Carolina - Nam
- Quận Nash, Bắc Carolina - Tây nam
- Quận Warren, Bắc Carolina - Tây bắc

## Thông tin nhân khẩu
Theo cuộc điều tra dân số2 tiến hành năm 2000, quận này có dân số 57.370 người, 22.122 hộ, và 15,308 gia đình sinh sống trong quận này. Mật độ dân số là 79 người trên mỗi dặm Anh vuông (31/km²). Đã có 25.309 đơn vị nhà ở với một mật độ bình quân là 35 trên mỗi dặm Anh vuông (13/km²).  Cơ cấu chủng tộc của dân cư sinh sống tại quận này gồm 52,56% người da đen hoặc người Mỹ gốc Phi, 42,57% người da trắng, 3,14% người thổ dân châu Mỹ, 0,54% người gốc châu Á, 0,02% người các đảo Thái Bình Dương, 0,47% từ các chủng tộc khác, và 0,71% từ hai hay nhiều chủng tộc.  1,01% dân số là người Hispanic hoặc người Latin thuộc bất cứ chủng tộc nào.
Có 22,122 hộ trong đó có 31,20% có con cái dưới tuổi 18 sống chung với họ, 44,10% là những cặp kết hôn sinh sống với nhau, 20,40% có một chủ hộ là nữ không có chồng sống cùng, và 30,80% là không gia đình. 27,70% trong tất cả các hộ gồm các cá nhân và 12,00% có người sinh sống một mình và có độ tuổi 65 tuổi hay già hơn.  Quy mô trung bình của hộ là 2,51 còn quy mô trung bình của gia đình là 3,06,
Phân bố độ tuổi của cư dân sinh sống trong huyện là 26,20% dưới độ tuổi 18, 8,00% từ 18 đến 24, 27,70% từ 25 đến 44, 23,20% từ 45 đến 64, và 14,90% người có độ tuổi 65 tuổi hay già hơn.  Độ tuổi trung bình là 37 tuổi. Cứ mỗi 100 nữ giới thì có 90,70 nam giới. Cứ mỗi 100 nữ giới có độ tuổi 18 và lớn hơn thì, có 86,00 nam giới.
Thu nhập bình quân của một hộ ở quận này là $26.459, và thu nhập bình quân của một gia đình ở quận này là $33.515, Nam giới có thu nhập bình quân $28.025 so với mức thu nhập $20.524 đối với nữ giới. Thu nhập bình quân đầu người của quận là $13.810, Khoảng 19,40% gia đình và 26,1% dân số sống dưới ngưỡng nghèo, bao gồm 33,00% những người có độ tuổi 18 và 22,40% là những người 65 tuổi hoặc già hơn.

## Thành phố và thị trấn
- Aurelian Springs
- Brinkleyville
- Enfield
- Halifax
- Heathsville
- Hobgood
- Littleton
- Roanoke Rapids
- Scotland Neck
- South Rosemary
- South Weldon
- Weldon